# Tiro de salva

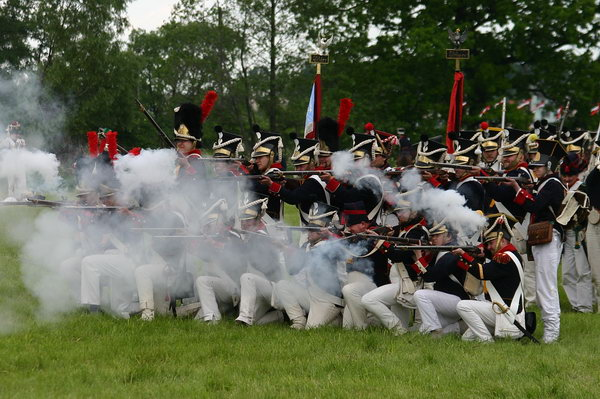
Tiro de salva durante uma reconstituição da Batalha de Raszyn, 2006.

O tiro de salva ou de voleio, como tática militar, é (em sua forma mais simples) o conceito de fazer com que os soldados atirem em massa na mesma direção. Na prática, muitas vezes consiste em ter uma linha de soldados descarregando suas armas simultaneamente contra as forças inimigas sob comando, conhecido como "disparar uma saraivada", seguida por mais linhas de soldados repetindo a mesma manobra em turnos. Isso geralmente ocorre para compensar a imprecisão, a cadência lenta de tiro (já que muitas das primeiras armas de longo alcance demoravam muito tempo e muito esforço para recarregar), o alcance efetivo limitado e o poder de parada de armas individuais, o que muitas vezes requer um ataque de saturação em massa para ser eficaz. O tiro de salva, especificamente a técnica de saraivada de mosquete (também conhecida como contramarcha), exige que linhas de soldados vão para a frente, atire sob comando e depois marchem de volta para uma coluna para recarregar, enquanto a próxima linha repete o mesmo processo.
O termo "voleio" veio do francês médio volée, substantivação do verbo voler, que por sua vez veio do latim volare, ambos significando "voar", referindo-se à prática pré-arma de fogo de arqueiros atirarem em massa para o ar para cobrir seu inimigo com flechas. Embora a tática de tiro de salva seja geralmente associada aos pensadores militares holandeses do final do século XVI, seus princípios têm sido aplicados à infantaria de besta desde pelo menos a dinastia Tang chinesa.

## História

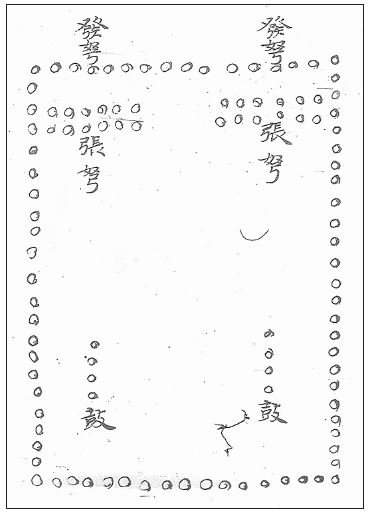
Ilustração de uma formação retangular de contra-marcha de fogo de salva Tang usando bestas. De Li Quan 李筌, Shenji Zhidi Taibai Yin Jing神機制敵太白陰經, c. 759

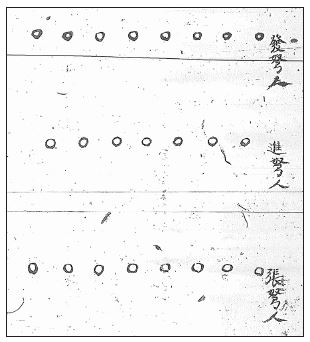
Ilustração de uma formação de tiro de salva de besta Song dividida em linhas de tiro, avanço e recarga de cima para baixo. De Zeng Gongliang 曾公亮, Fundamentos completos para o volume anterior dos clássicos militares (Wujing Zongyao qian ji武經總要前集), ca. 1044 dC.

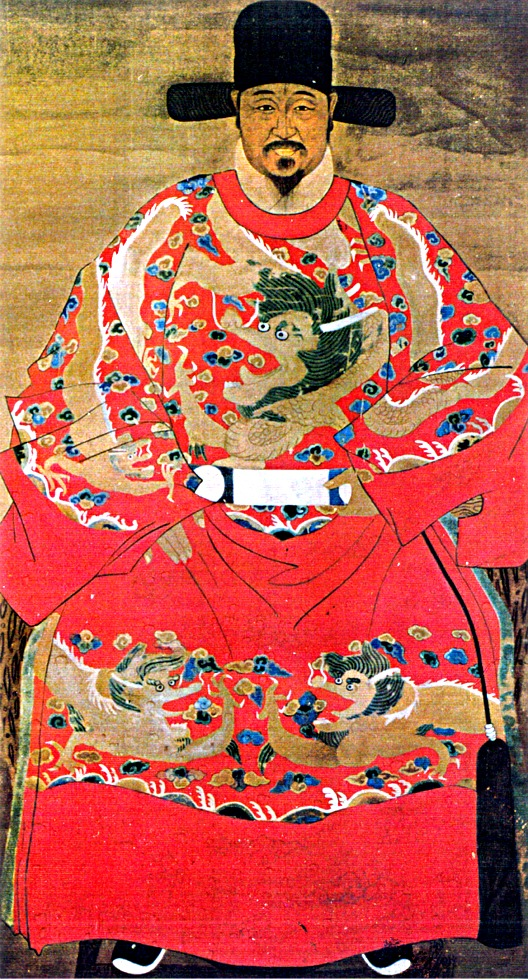
Qi Jiguang (1528-1588).

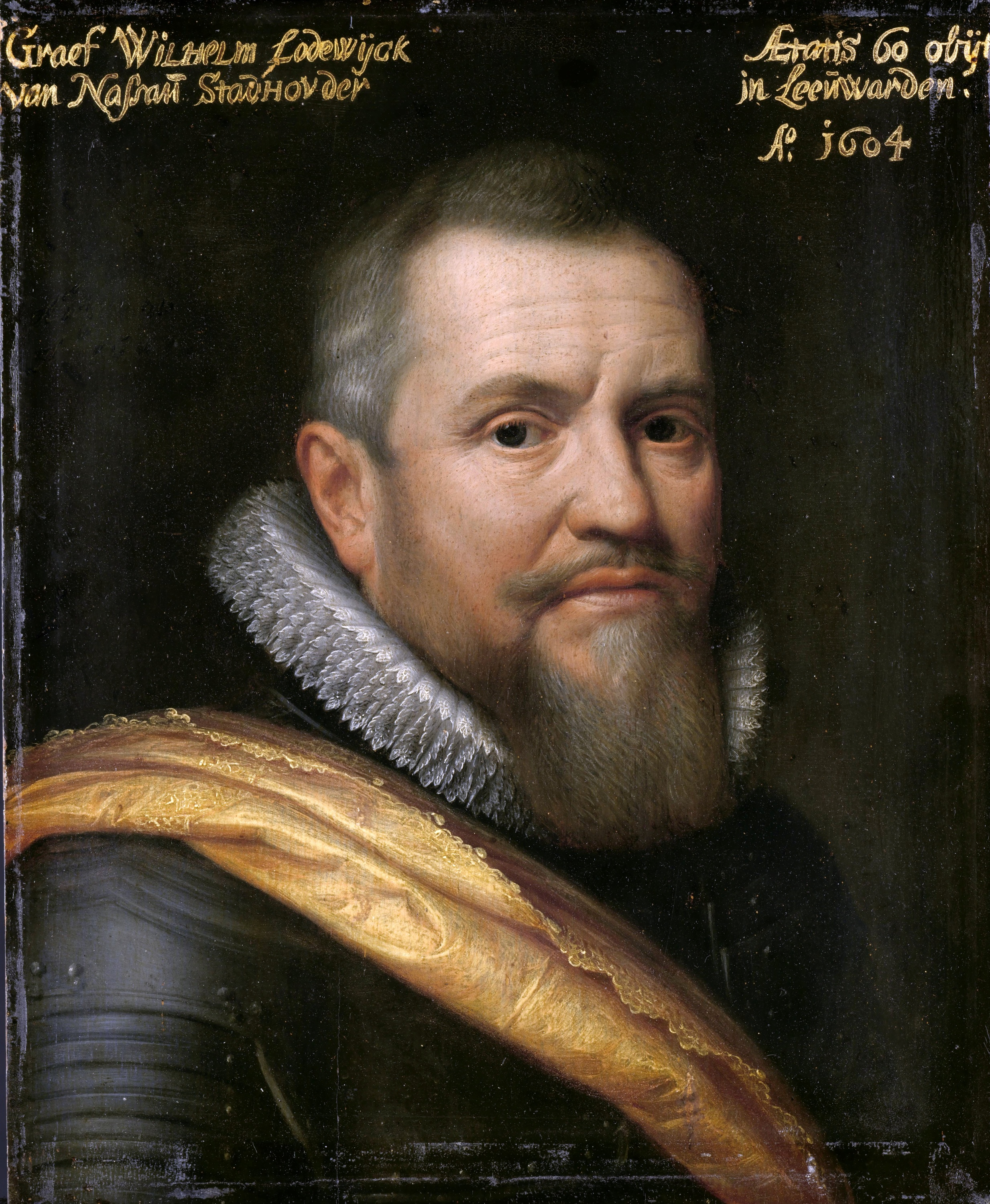
William Louis, conde de Nassau-Dillenburg (1560-1620)

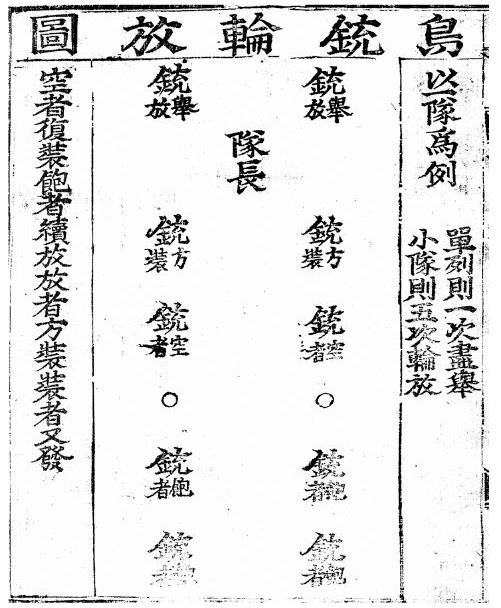
Diagrama de uma formação de salva de mosquete coreana de 1649

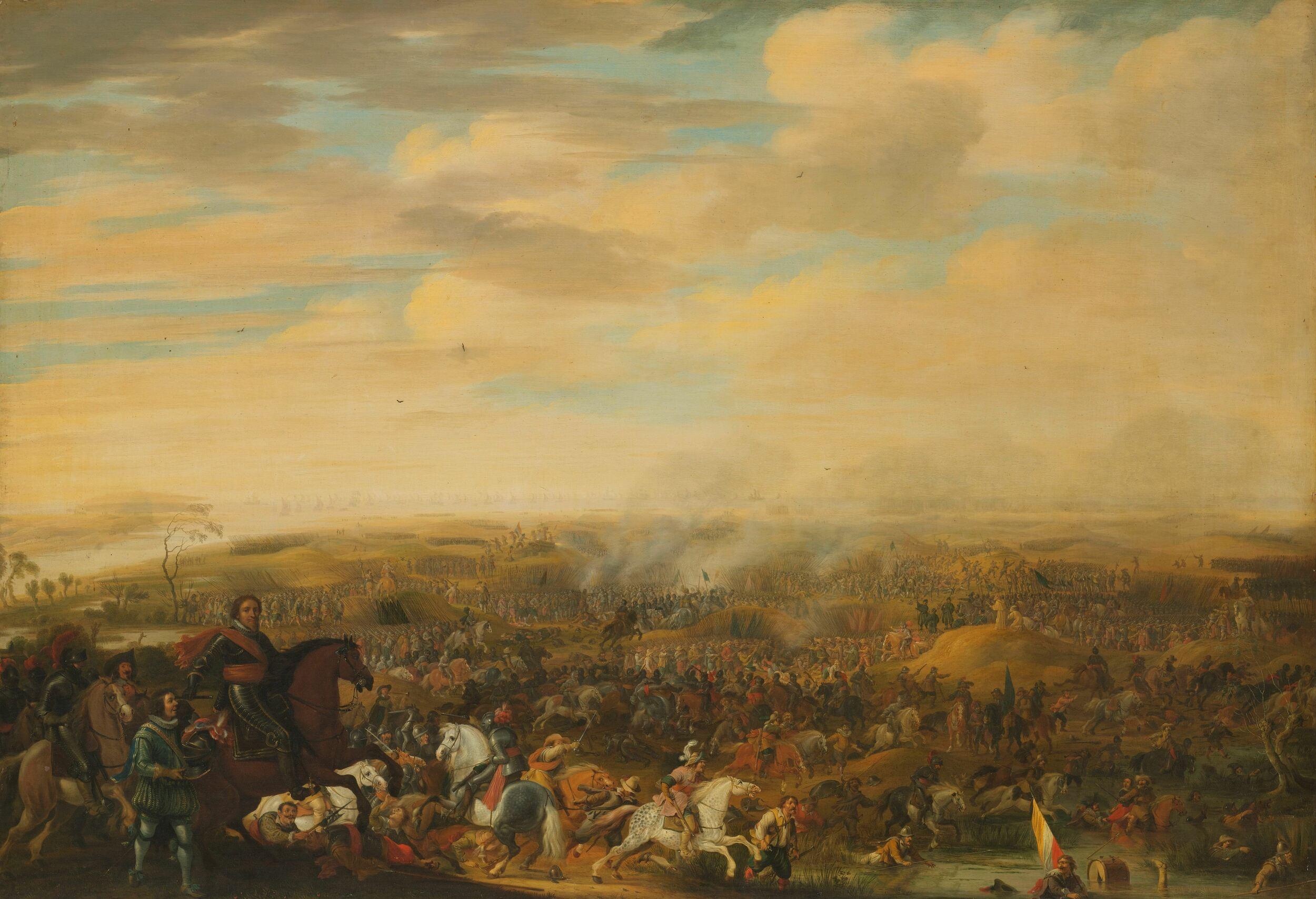
Maurício, Príncipe de Orange na Batalha de Nieuwpoort, 1600, por Pauwels van Hillegaert (1596–1640).

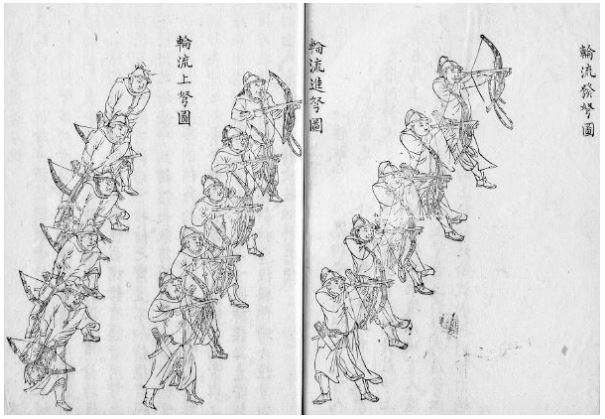
Ilustração de uma formação de fogo de salva Ming usando bestas. De Cheng Zongyou 程宗猷, Jue zhang xin fa蹶張心法 c. 1621

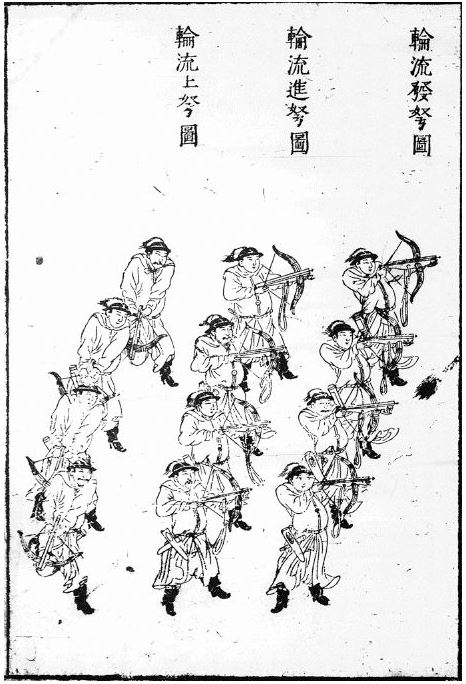
Ilustração de outra formação de fogo de salva de besta Ming. De Bi Maokang 畢懋康, Jun qi tu shuo軍器圖說, c. 1639

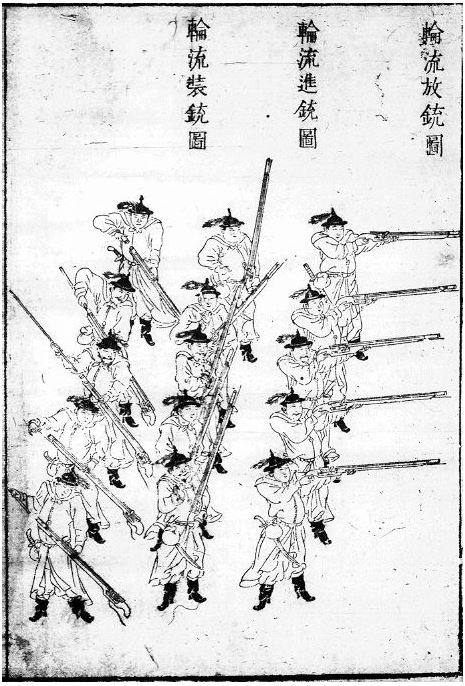
Ilustração de uma formação de salva de mosquete Ming de 1639. De Bi Maokang 畢懋康, Jun qi tu shuo軍器圖說, c. 1639

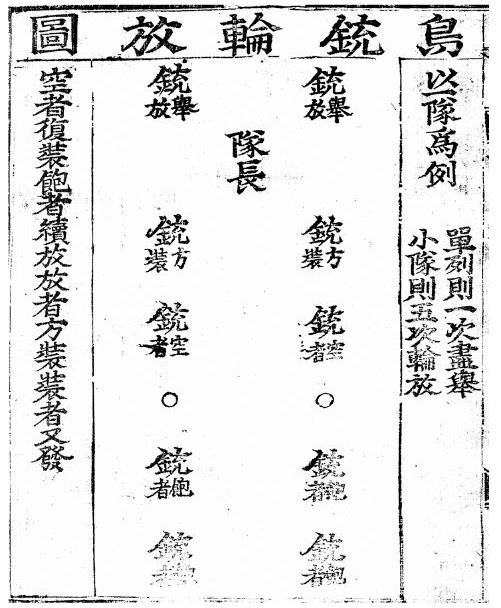
Diagrama de uma formação de salva de mosquete coreana de 1649

### Bestas
Embora o tiro de salva seja mais frequentemente associado a armas de fogo, o conceito de fogo rotativo contínuo e concertado pode ter sido praticado com bestas desde pelo menos a dinastia Han, conforme descrito nas Guerras Han-Xiongnu no Livro de Han, embora fosse somente na dinastia Tang é que surgiram ilustrações detalhadas.
Um memorial de 169 aC por Chao Cuo registrado no Livro de Han descreve o uso de besteiros rotativos contra os Xiongnu: "O uso de armas afiadas com cabos longos e curtos por companhias disciplinadas de soldados blindados em várias combinações, incluindo o exercício de besteiros alternadamente avançando [para atirar] e retirando-se [para carregar]; isso é algo que os hunos nem conseguem enfrentar."
Durante a Rebelião de An Lushan, o general Tang Li Guangbi empregou com sucesso uma formação de lança e besta contra as forças de cavalaria rebeldes sob o comando de Shi Siming. Em 756, Shi Siming correu à frente do exército principal com suas tropas montadas para interceptar o exército Shuofang de Li Guangbi perto da cidade de Changshan. Li tomou Changshan com antecedência e colocou seus homens de costas para as muralhas da cidade para evitar um ataque furtivo. Os lanceiros formaram uma densa formação defensiva enquanto 1.000 besteiros se dividiram em quatro seções para fornecer tiros contínuos de salva. Quando a cavalaria de Shi enfrentou o exército Shuofang de Li, eles foram completamente incapazes de se aproximar de suas tropas e sofreram pesadas perdas, forçando uma retirada.
O texto de 759 DC, Tai bai yin jing (太白陰經) do oficial militar Tang, Li Quan (李筌), contém a representação e descrição mais antiga conhecida da técnica de tiro de salva. A ilustração mostra uma formação retangular de contramarcha de besta com cada círculo representando um homem. Na frente há uma linha chamada "bestas de tiro" (發弩) e atrás dessa linha estão fileiras de besteiros, dois voltados para a direita e dois voltados para a esquerda, e eles são rotulados como "bestas de carregamento" (張弩). O comandante (大將軍) está situado no meio da formação e à sua direita e à sua esquerda estão fileiras verticais de tambores (鼓) que coordenam o procedimento de disparo e recarga em procissão: quem carregou suas armas, avançou para as fileiras externas, atirou e depois retirou-se para recarregar. Segundo Li Quan, “os clássicos dizem que a besta é fúria. Dizem que seu ruído é tão poderoso que parece fúria, e é por isso que a chamaram assim”, e usando o método de tiro de salva não há fim para o som e a fúria, e o inimigo é incapaz de se aproximar. Aqui ele está se referindo à palavra para "besta", nu, que também é um homófono para a palavra fúria, nu.
O texto enciclopédico conhecido como Tongdian por Du You, de 801 DC, também fornece uma descrição da técnica de tiro de voleio: "[Unidades de besta] devem ser divididas em equipes que possam concentrar seu tiro de flecha.… Aqueles no centro das formações devem carregar [seus arcos] enquanto aqueles que estão fora das formações devem atirar. Eles se revezam, girando e retornando, de modo que, uma vez carregados, saiam [ou seja, prossigam para as fileiras externas] e, uma vez que tenham disparado, entrem [ou seja, dentro das formações]. Desta forma, o som da besta não cessará e o inimigo não nos fará mal.
Embora as virtudes da salva rotativa tenham sido compreendidas durante a dinastia Tang, o Wujing Zongyao, escrito durante a dinastia Song observa que ela não foi utilizada em sua plena eficácia devido ao medo de cargas de cavalaria. A solução do autor foi treinar os soldados até o ponto em que, em vez de se esconderem atrás de unidades de escudos quando a infantaria de mêlée se aproximasse, eles "plantariam os pés como uma montanha firme e, imóveis na frente das formações de batalha, atirariam densamente para o meio [do inimigo], e nenhum deles cairá morto." A formação de tiro de voleio Song foi descrita assim: "Aqueles no centro da formação devem carregar enquanto aqueles do lado de fora da formação devem atirar, e quando [o inimigo se aproxima], então devem se proteger com pequenos escudos [literalmente escudos laterais, 旁牌], cada um se revezando e retornando, para que quem está carregando fique dentro da formação. Desta forma as bestas não deixarão de soar. Além da formação Tang, a ilustração Song também adicionou um novo rótulo à linha intermediária de besteiros entre as linhas de tiro e recarga, conhecida como "bestas de avanço". Ambos os manuais Tang e Song também alertaram o leitor que "as flechas acumuladas devem ser atiradas em um fluxo, o que significa que na frente delas não deve haver tropas permanentes, e à frente [delas] nenhuma formação horizontal."
A técnica de voleio foi usada com grande efeito pelos Song durante as Guerras Jin-Song. No outono de 1131, o comandante Jin, Wuzhu (兀朮), invadiu a região de Shaanxi, mas foi derrotado pelo general Wu Jie (吳玠) e seu irmão mais novo, Wu Lin (吳璘). A História de Song detalha a batalha:

[Wu] Jie ordenou que seus comandantes selecionassem seus arqueiros mais vigorosos e besteiros mais fortes e os dividissem para tiros alternados por turnos (分番迭射). Eles eram chamados de "Equipes de Flechas que se Mantêm Firmes" (駐隊矢) e atiravam continuamente, sem cessar, tão densos quanto a chuva caindo. O inimigo recuou um pouco e então [Wu Jie] atacou com a cavalaria pelo lado para cortar as rotas de abastecimento do [inimigo]. [O inimigo] cruzou o cerco e recuou, mas [Wu Jie] armou emboscadas em Shenben e esperou. Quando as tropas Jin chegaram, os emboscadores [de Wu] atiraram e muitos [inimigos] caíram no caos. As tropas foram liberadas para atacar à noite e os derrotaram fortemente. Wuzhu foi atingido por uma flecha e por pouco escapou com vida.— História de Song
Depois de perder metade de seu exército, Wuzhu escapou de volta para o norte, apenas para invadir novamente no ano seguinte. Novamente, ele foi derrotado ao tentar romper um passo estratégico. A História de Song afirma que durante a batalha, o irmão de Wu Jie, Wu Lin, "usou as equipes de flechas que se mantêm firmes, que atiraram alternadamente, e as flechas caíram como chuva, e os mortos se amontoaram em camadas, mas o inimigo escalou sobre eles e continuou escalando." Esta passagem é especialmente digna de nota por mencionar uma técnica especial sendo utilizada, pois é uma das poucas vezes que a História de Song elaborou sobre uma tática específica.
O disparo da besta continuou sendo uma tática popular na dinastia Ming. O artista marcial Cheng Chongdou, que estudou no Templo Shaolin, foi um defensor particularmente ávido da força mista de salva de besta e infantaria corpo-a-corpo, que idealmente carregaria uma besta vestível amarrada nas costas, bem como uma arma corpo a corpo pessoal, como o lança ou espada. Ele fornece uma descrição detalhada da técnica de tiro de salva em um texto militar de c. 1621:

Os antigos usavam dez mil bestas atirando em conjunto para obter vitórias sobre os inimigos, e hoje vou descrevê-lo sucintamente. Suponha que você tenha trezentos besteiros. Os primeiros cem deles já carregaram suas flechas e já estão dispostos juntos na frente. Eles são rotulados como "bestas de tiro". Os próximos cem besteiros também já carregaram suas flechas, mas estão dispostos juntos na próxima fileira e são rotulados como “bestas de avanço”. Finalmente, os últimos cem homens estão dispostos atrás deles, na [terceira e] última fila. Eles estão carregando suas bestas e estão rotulados como “carregando bestas”. Os primeiros cem homens, ou seja, os “bestas de tiro”, atiram. Depois de terminarem, eles se retiram para a retaguarda, onde os segundos cem homens, as "bestas avançadas", passam para a frente e se tornam "bestas de tiro". Os cem homens da retaguarda, ou seja, as “bestas de carregamento”, avançam e tornam-se as “bestas de avanço”. Quando os primeiros cem homens disparam e voltam para a retaguarda, eles se tornam "bestas carregando". E desta forma eles giram e se revezam disparando um fluxo constante, e as bestas soam sem cessar.— Jue zhang xin fa, chang qiang fa xuan, dan dao fa xuan

### Arcos
Na Europa, o tiro de salva também foi usado por arqueiros, por exemplo na Batalha de Agincourt em 1415.

### Armas de fogo

#### Início da dinastia Ming
O primeiro emprego possível de tiros de salva para armas de fogo ocorreu no final do século XIV, na China, durante um conflito militar entre as forças Ming e Mong Mao. O fogo de salva também foi possivelmente implementado com armas de fogo em 1414 durante as campanhas do Imperador Yongle contra os mongóis, e possivelmente novamente em outra expedição em 1422. No entanto, a linguagem utilizada nestas fontes não é clara se o tiro de repetição fazia ou não parte da técnica implementada. Por exemplo, durante a guerra anti-insurreição de 1388 travada contra Mong Mao pelo general Ming Mu Ying, as tropas Ming equipadas com armas e flechas de fogo foram dispostas em três linhas. O General Mu Ying explicou que isso acontecia para que "quando os elefantes avançassem, a linha de frente de armas e flechas atiraria todas de uma vez. Se eles não recuarem, a próxima linha continuará assim. Se eles ainda não recuarem, então o terceira linha continuará com isso." Quando os elefantes de guerra blindados começaram a correr, atacando as linhas Ming, as forças Ming se mantiveram firmes, "atirando flechas e pedras, o barulho sacudindo as montanhas e vales. Os elefantes tremeram de medo e correram". De acordo com o Ming Shilu, metade dos elefantes foram mortos enquanto 37 foram capturados, e dos 100.000 homens da força de insurreição, pelo menos 30.000 foram mortos e 10.000 foram capturados. Andrade e outros historiadores interpretaram esta passagem como evidência de tiros de salva, no entanto, ele admite que é ambíguo se as linhas Ming praticavam ou não disparos repetidos e recarregamentos, então, na melhor das hipóteses, só pode ser considerada uma forma limitada de tiros de voleio.
O Ming Shilu prossegue mencionando outro possível caso de tiro de salva, desta vez durante as campanhas do Imperador Yongle contra os mongóis. Em 1414, "o comandante-em-chefe (都督) Zhu Chong conduziu Lü Guang e outros diretamente para o primeiro plano, onde atacaram o inimigo disparando armas de fogo continuamente e em sucessão. Incontáveis inimigos foram mortos." Neste caso, a fonte não faz menção a revezar ou formar linhas, mas Andrade acredita que, como os Ming enfrentavam forças mongóis a cavalo, teria sido impossível manter fogo contínuo diante de uma carga de cavalaria caso fileiras organizadas de atiradores não fosse implementada. O mesmo raciocínio se aplica a outra passagem da expedição de 1422, onde "o imperador ordenou que todos os generais treinassem suas tropas fora de cada acampamento, organizando suas formações de modo que as unidades de atiradores (神機銃) ocupassem as posições mais avançadas e as unidades de cavalaria ocupassem retaguarda. Ele ordenou que os oficiais se exercitassem e treinassem em seu tempo livre (暇閑操習). Ele os advertiu da seguinte forma: "Uma formação densa é sólida, enquanto uma força avançada é escassa, e quando chegam aos portões da guerra e é hora de lutar, então primeiro use as armas para destruir sua guarda avançada e depois use a cavalaria para forçar sua solidez. Desta forma não há nada a temer."" Alguns historiadores extrapolaram disso que as forças Ming estavam usando tiros de voleio com armas de fogo, uma vez que seus oponentes eram unidades de cavalaria e, portanto, impossível parar com canhões manuais de disparo lento, a menos que fosse através de tiros de salva contínuos, muito menos com um estreita guarda avançada de unidades de atiradores. Segundo Wang Zhaochun, "o significado disso é que, durante o combate, as tropas de armas de fogo se alinham na frente de toda a formação, e entre elas deve haver um certo espaço, para que possam carregar balas e pólvora e empregar tiro alternadamente e em conjunto para destruir a guarda avançada inimiga. Uma vez que o inimigo foi lançado no caos, as tropas de cavalaria da retaguarda densamente dispostas juntas avançam com grande vigor, atacando com força irresistível". Mesmo que Wang esteja correto, as evidências ainda são inconclusivas.

#### Europa
Segundo Gabor Agoston, a técnica de contramarcha foi utilizada pelos arcabuzeiros espanhóis durante as Guerras Italianas, como nas batalhas da Batalha de Bicocca (1522) e Pavia (1525), que foram alguns dos primeiros exemplos da técnica de contramarcha. No entanto, de acordo com Tonio Andrade, as evidências de disparos de salva em 1522 são escassas e ele não encontrou "nenhuma evidência clara de que aquele disparo de salva estivesse ocorrendo". Andrade diz que a crença de que os arcabuzeiros espanhóis se ajoelharam para recarregar em 1522 é uma interpretação exagerada, bem como uma citação incorreta de uma passagem de Charles Oman, que nunca fez tal afirmação. Isto é contestado por Idan Sherer, que cita Paolo Giovio dizendo que os arcabuzeiros se ajoelharam para recarregar para que a segunda linha de arcabuzeiros pudesse disparar sem colocar em perigo os que estavam à sua frente.
Também foi proposto que o conquistador espanhol Francisco de Carvajal, também um veterano das Guerras Italianas, utilizou tiros de voleio em 1547, o que teria sido fundamental para sua vitória em Huarina.

#### Império Otomano
A tática de salva foi possivelmente usada na Europa do início do século XVI, quando os janízaros otomanos entraram em confronto com as forças europeias na Batalha de Mohács em 29 de agosto de 1526. Os janízaros equipados com 2.000 tüfenks (geralmente traduzidos como mosquetes) "formaram nove fileiras consecutivas e dispararam suas armas fileira por fileira", em "posição ajoelhada ou em pé, sem necessidade de apoio ou descanso adicional". No entanto, o uso de arcabuzes nesta batalha é contestado e eles podem ter sido pequenos canhões. Se esta tática antecipou os disparos de salva da Europa Ocidental a partir do final do século XVI, requer um exame mais aprofundado. No entanto, a descrição do disparo de salva dos janízaros de 1605 é, sem dúvida, uma descrição do disparo de salva no estilo da Europa Ocidental. Ao contrário da crença popular de que o sucesso dos otomanos em Mohács se deveu à sua artilharia, uma visão que muitos historiadores posteriores apoiaram, fontes europeias e otomanas contemporâneas sobre a batalha atribuem o seu sucesso ao emprego bem sucedido de armas de fogo portáteis pelos janízaros. De acordo com uma fonte alemã, 90% dos janízaros estavam equipados com armas de fogo portáteis durante a campanha em 1532. A destreza dos janízaros diminuiu no início do século XVII, à medida que os padrões das tropas caíram e o exercício foi abandonado. De acordo com o autor de As Leis dos Janízaros (Kavanin-i Yenigeriyan), por volta de 1606 os membros do Janízaro enfrentaram problemas de abastecimento, de modo que "não recebiam mais pólvora para os exercícios e os soldados usavam o pavio para suas velas e não para seus mosquetes."

#### Japão
A técnica de tiro de salva de mosquete pode ter sido usada no Japão já em 1575, na Batalha de Nagashino, pelos arcabuzeiros de Oda Nobunaga. Mas isto tem sido questionado nos últimos anos por JSA Elisonas e JP Lamers na sua tradução de A Crônica de Oda Nobunaga de Ota Gyuichi. No Japonius de Lamers ele diz que “se Nobunaga realmente operou ou não com três fileiras rotativas não pode ser determinado com base em evidências confiáveis”. Eles afirmam que a versão dos eventos que descreve o disparo de voleio foi escrita vários anos após a batalha, e um relato anterior diz o contrário, que armas foram disparadas em massa. No entanto, fontes coreanas e chinesas observam que os atiradores japoneses fizeram uso de tiro de salva durante as invasões japonesas da Coreia (1592-1598).

#### Joseon
Na Coreia, a dinastia Joseon sofreu uma guerra devastadora contra o Japão recém-unificado, que durou de 1592 a 1598. O choque deste encontro estimulou a corte a passar por um processo de fortalecimento militar. Um dos elementos centrais do fortalecimento militar foi a adoção do mosquete. De acordo com os reformadores, "Recentemente, na China, eles não tinham mosquetes; eles aprenderam sobre eles pela primeira vez com os piratas Wokou na província de Zhejiang. Qi Jiguang treinou tropas em seu uso por vários anos, até que eles [mosquetes] se tornaram uma das habilidades dos chineses, que posteriormente os usaram para derrotar os japoneses." Em 1607, os mosqueteiros coreanos foram treinados da maneira prescrita por Qi Jiguang, e um manual de exercícios foi produzido com base no Jixiao Xinshu do líder chinês. Sobre o tiro de voleio, o manual diz que "cada grupo de mosqueteiros deve se dividir em dois mosqueteiros por camada ou em um e disparar em cinco salvas ou em dez". Outro manual coreano produzido em 1649 descreve um processo semelhante: "Quando o inimigo se aproxima a cem passos, uma arma de sinalização é disparada e uma concha é soprada, no que os soldados se posicionam. Em seguida, um gongo soa, a concha pára de soprar, e o cisne celestial [uma trombeta de palheta dupla] soa, no qual os mosqueteiros disparam em conjunto, de uma só vez ou em cinco salvas (齊放一次盡擧或分五擧)." Este método de treinamento provou ser bastante formidável na Batalha de Sarhu de 1619, quando 10.000 mosqueteiros coreanos conseguiram matar muitos manchus antes que seus aliados se rendessem. Embora a Coreia tenha perdido ambas as guerras contra as invasões Manchu de 1627 e 1636, os seus mosqueteiros eram muito respeitados pelos líderes Manchu. Foi o primeiro imperador Qing, Huang-Taiji, quem escreveu: "Os coreanos são incapazes a cavalo, mas não transgridem os princípios das artes militares. Eles se destacam no combate de infantaria, especialmente nas táticas de mosqueteiros."

### Contra-marcha com armas de fogo

#### Qi Jiguang
Em 1548, os Ming começaram a colocar em campo arcabuzes depois de obterem conhecimento da arma na rede pirata de Shuangyu. O líder militar Qi Jiguang, que inicialmente foi ambivalente em relação aos mosquetes de mecha, tornou-se um dos principais defensores da sua incorporação no exército Ming mais tarde na sua vida. Após ter sofrido suas primeiras derrotas nas mãos dos wokou, percebeu o papel vital desta nova arma no combate à pirataria, pois ela ultrapassava em alcance suas flechas mais pesadas. Em 1560, ele inventou um estilo de guerra de mosquete semelhante à técnica de salva de besta Tang (contramarcha), que ele descreveu no mesmo ano em sua obra-prima, o Jixiao Xinshu:

Todos os mosqueteiros, quando se aproximam do inimigo, não são permitidos atirar cedo, e não podem disparar tudo de uma vez, [porque] sempre que o inimigo se aproximar, não haverá tempo suficiente para carregar as armas (銃裝不及), e frequentemente esta má gestão custa a vida de muitas pessoas. Assim, sempre que o inimigo chegar a cem passos de distância, eles [os mosqueteiros] deverão esperar até ouvir o toque da flauta de bambu, momento em que se posicionarão à frente das tropas, com cada pelotão (哨) colocando na frente de uma equipe (隊). Eles [os membros da equipa de mosqueteiros] esperam até ouvirem o seu próprio líder disparar um tiro, e só então podem disparar. Cada vez que a trombeta toca, eles disparam uma vez, espalhados em ordem de batalha de acordo com os padrões de adestramento. Se a trombeta continuar tocando sem parar, então eles podem disparar todos juntos até que os seus tiros se esgote, e não é necessário [neste caso] dividir-se em camadas.— Jixiao Xinshu (Edição de 18 capítulos, 1560)
Ilustrações do Jun qi tu shuo de 1639 mostram imagens quase idênticas de besteiros e arcabuzeiros executando a técnica de contramarcha chinesa.
Qi Jiguang discorre ainda mais sobre a formação de voleio de mosquete de cinco camadas:

Assim que o inimigo se aproximar de 100 passos, ouça o próprio comandante (總) atirar uma vez e, então, cada vez que uma trombeta é tocada, os arcabuzeiros disparam uma camada. Um após o outro, cinco tons de trombeta e cinco camadas de fogo. Feito isso, ouça o toque de um tambor, ao qual então um pelotão (哨) [armado com armas tradicionais] avança, passando à frente dos arcabuzeiros. Eles [os membros do pelotão] então ouvem a batida do tambor e, em seguida, o toque da trombeta de canto do cisne, e então dão um grito de guerra e vão em frente e travam a batalha.— Jixiao Xinshu (Edição de 18 capítulos, 1560)
Se as armas brancas não pudessem ser usadas em combate, como durante a defesa de longo alcance, Qi recomendou esperar "até que o sinal de enfrentar o inimigo [seja dado], e então, seja por trás de paliçadas de madeira, ou de bancos de fosso, ou de abaixo de abatis (拒馬), [eles] abrem-se contra o inimigo, atirando alternadamente (更番射賊). Aqueles que estão vazios recarregam; aqueles que estão cheios disparam novamente. Enquanto aqueles que dispararam estão carregando, aqueles que estão cheios então atiram novamente. Desta forma, durante todo o dia, não faltarão disparos de armas, e não deve haver disparos até o esgotamento [da munição] e nenhum deslize com armas". Em 1571, Qi prescreveu um regimento de infantaria ideal de 1.080 arcabuzeiros num total de 2.700 homens, ou 40% da força de infantaria. No entanto, não se sabe até que ponto isto foi realmente implementado e há evidências de que Qi encontrou forte resistência à incorporação de novas armas de pólvora no norte da China enquanto lá estava estacionado. Ele escreve que “no norte os soldados são estúpidos e impacientes, a tal ponto que não conseguem ver a força do mosquete, e insistem em segurar firmemente suas lanças rápidas (uma espécie de lança de fogo), e embora ao comparar e competir no campo de treino o mosquete pode acertar o alvo dez vezes melhor que a lança rápida e cinco vezes melhor que o arco e flecha, eles se recusam a ser convencidos."

#### Europa
Os atiradores europeus podem ter implementado a contramarcha até certo ponto desde pelo menos 1579, quando o inglês Thomas Digges sugeriu que os mosqueteiros deveriam, "à antiga maneira romana, fazer três ou quatro frentes diversas, com espaços convenientes para a primeira se retirar e se unir à segunda, e ambos, se a ocasião assim o exigir, com a terceira; os atiradores [mosqueteiros] tendo suas pistas convenientes continuamente durante a luta para descarregar suas peças.
Os espanhóis demonstraram alguma consciência da contramarcha e descreveram-na no manual militar, Milicia, Discurso y Regla Militar, datado de 1586:

"Comece com três filas de cinco soldados cada, separados um do outro por quinze passos, e eles devem se comportar não com fúria, mas com habilidade calma [con reposo diestramente] de modo que, quando a primeira fila terminar de atirar, eles abram espaço para a próxima (que está vindo para atirar) sem dar meia-volta, contramarchando [contrapassando] para a esquerda, mas mostrando ao inimigo apenas o lado de seu corpo, que é o mais estreito do corpo, e [tomando seu lugar na retaguarda] cerca de um a três passos atrás, com cinco ou seis chumbinhos na boca e dois fusíveis de fósforo acesos … e eles carregam [suas peças] prontamente … e voltem para atirar quando for a vez deles novamente."
Independentemente disso, é claro que o conceito de salva já existia na Europa há algum tempo durante o século XVI, mas foi na Holanda, durante a década de 1590, que a salva de mosquete realmente decolou. A chave para este desenvolvimento foi William Louis, conde de Nassau-Dillenburg, que em 1594 descreveu a técnica numa carta ao seu primo:

Eu descobri... um método para fazer com que os mosqueteiros e os soldados armados com arcabuzes não só continuem a disparar muito bem, mas também para o fazerem eficazmente em ordem de batalha... da seguinte maneira: assim que a primeira fila tiver disparado em conjunto, então pelo exercício [que eles aprenderam] eles marcharão para trás. A segunda fila, marchando para frente ou parada, [a seguir] atirará junto [e] então marchará para trás. Depois disso, a terceira e seguintes fileiras farão o mesmo. Assim, antes que as últimas fileiras disparem, as primeiras terão recarregado.— Carta de Louis para Maurice
A técnica de contra-marcha não mudou imediatamente a natureza da guerra na Europa e seria necessário mais um século de avanços tácticos e tecnológicos antes que a infantaria empunhando armas de fogo pudesse ficar sozinha no campo de batalha sem o apoio de piques.

## Técnicas históricas

### Ordem-unida
Para muitos europeus esta nova forma de conduzir a guerra parecia ridícula, de modo que no início foi abertamente ridicularizada. Mas o exército holandês continuou a exercitar a salva sob o comando de Luís e de seu primo Maurício, Príncipe de Orange, de modo que se tornou uma segunda natureza. Um historiador holandês relata os exercícios em que os regimentos marchavam "homem por homem, trazendo os mais recuados para a frente e os mais avançados para a retaguarda... O início foi muito difícil, e muitas pessoas sentiram, por ser tudo tão incomum, que era estranho e ridículo [lacherlich]. Eles foram ridicularizados pelo inimigo, mas com o tempo as grandes vantagens das práticas tornaram-se claras... e eventualmente foram copiadas por outras nações." Logo o exército holandês reorganizado exibiu as virtudes da salva de contra-marcha e a prática se espalhou por toda a Europa. Um componente importante para o sucesso do emprego do fogo de salva foi o exercício de ordem-unida, que de acordo com Geoffrey Parker, "apenas duas civilizações inventaram a ordem-unida para sua infantaria: China e Europa. Além disso, ambos o fizeram duas vezes: no século V aC no Norte da China e na Grécia, e novamente no final do século XVI. Os expoentes da segunda fase - Qi Jiguang na China Imperial e Maurício de Nassau na República Holandesa - procuraram explicitamente reviver os precedentes clássicos, e no Ocidente, marchando em passo e se mantendo em parada tornou-se uma parte permanente da vida militar." O exercício foi difícil e a maneira como o tiro de salva deveria ser executado não havia sido aperfeiçoada na época de Louis. Fica claro pelas fontes históricas da Holanda que foram necessárias muitas tentativas e experimentos para que o processo fosse refinado.
Na verdade, o mero ato de usar o mosquete foi considerado pouco ortodoxo e em algumas partes do mundo houve até uma resistência contra a incorporação de mosquetes. De acordo com Qi Jiguang, isso ocorreu porque:

O mosquete foi originalmente considerado uma arma poderosa e, para atacar o inimigo, é uma arma em que se confia muito. Mas como é que tantos oficiais e soldados não acham que se pode confiar nele fortemente nisso? A resposta reside no facto de que nos treinos e no campo de batalha, quando todos os homens disparam ao mesmo tempo, o fumo e o fogo assentam sobre o campo como nuvens miasmais, e nem um único olho consegue ver, e nem uma única mão pode sinalizar. Nem todos [os soldados] mantêm suas armas niveladas, ou não as seguram na lateral da bochecha, ou não usam a mira, ou deixam as mãos caírem e a apoiam para segurá-la, e uma mão segura a arma e a outra usa o estopim para acender o fogo, deixando assim de usar o punho do fósforo - e quanto a eles? É apenas uma questão de estar sem prática e sem coragem, apressando-se, mas não sendo capaz de tirar o pavio e colocá-lo no punho do mosquete, tentando ter velocidade e conveniência. Dessa forma, não há absolutamente nenhuma maneira de ser preciso e, então, como alguém poderia avaliar os mosquetes? Principalmente porque o nome da arma é “canhão-pássaro”, que vem da forma como ela pode atingir um pássaro voador, acertando com precisão muitas vezes. Mas desta forma, lutando adiante, o poder não segue o caminho que se pretende, e não se sabe para que lado vai - então, como pode alguém atingir o inimigo, para não falar de ser capaz de atingir um pássaro?— Jixiao Xinshu

### Século XVIII
Nos exércitos europeus existiam várias técnicas de tiro de salva para o uso eficaz de uma enorme massa de mosquetes a uma distância de 200-300 metros. Deve ser entendido que o principal objetivo do tiro de salva é economizar munição, e não precisão. Para um fogo mais preciso e mortal, companhias e regimentos de infantaria leve são criados em todos os exércitos. Esses soldados têm um treinamento muito melhor e são capazes de conduzir fogo eficaz com tiros únicos, em vez de voleios massivos. A infantaria leve protege a infantaria de linha do fogo dos escaramuçadores inimigos, enquanto a infantaria de linha concentra o fogo maciço ao longo da linha de infantaria ou cavalaria do inimigo.
Vários métodos diferentes foram usados: no exército sueco, um batalhão se aproximava do inimigo, disparava uma ou várias salvas e depois atacava o inimigo com espadas, lanças e, mais tarde, baionetas, um estilo que eles apelidaram de "Gå På" (que se traduz aproximadamente como "Vá até eles"). Os holandeses desenvolveram o sistema de tiro de pelotão, que foi aperfeiçoado pelos britânicos durante o século XVIII: aqui, o batalhão, alinhado em três filas, foi dividido em 24-30 pelotões que disparariam alternadamente, concentrando assim o seu fogo. Isto exigiu treinamento intensivo dos soldados, que tiveram que operar seus mosquetes em fileiras cerradas. Depois de dada a ordem de preparação, a primeira fila ajoelhava-se, enquanto a terceira fila dava um passo ligeiramente para a direita, a fim de apontar os mosquetes para além dos homens à sua frente. O exército francês teve dificuldade em adoptar este método e confiou durante a maior parte do século XVIII no disparo por fileiras, em que a primeira fila disparava primeiro, seguida pela segunda e depois pela terceira fila. Este método foi reconhecido pelo comando francês na época como sendo muito menos eficaz. O exército prussiano, reformado sob o "Alte Dessauer", deu muita ênfase ao poder de fogo. Para fazer com que os homens carregassem e disparassem seus mosquetes com mais rapidez, foi desenvolvida a vareta de ferro para socar a munição. Voltaire comentou certa vez que os soldados prussianos podiam carregar e disparar seus mosquetes sete vezes num minuto; isso é um grande exagero, mas é uma indicação do exercício, que levou os pelotões a disparar salvas devastadoras com precisão mecânica. Ao todo, um soldado profissional era obrigado a carregar e disparar seu mosquete três vezes por minuto.

### Séculos XIX e XX
Já na Guerra Civil Americana e na Guerra Franco-Prussiana, o desenvolvimento de armas modernas teve efeitos devastadores sobre a infantaria, que ainda operava basicamente no estilo do século XVIII. A própria infantaria também estava equipada com fuzis raiados que disparavam com mais rapidez e precisão do que os mosquetes de pederneira, como o Chassepot francês e o fuzil de agulha prussiano Dreyse. No entanto, foi só na Primeira Guerra Mundial que as táticas lineares e os disparos de salva foram finalmente abandonados, depois que, nos primeiros estágios da guerra, o fogo implacável da artilharia e das metralhadoras dizimou os exércitos, e a infantaria não teve outra opção a não ser cavar e se esconder em trincheiras. Nos tempos modernos, o uso de tiro de voleio é limitado, uma vez que as armas automáticas podem devastar a infantaria em massa por conta própria, sem formações de tiro de salva.
Vários países, incluindo a Rússia, mantiveram a opção de usar tiros de salva até o final da Segunda Guerra Mundial, como evidenciado por todos os fuzis Mosin-Nagant sendo equipados com "mira de voleio" para 2.000m (às vezes 2.000 arshin, ou 1.422,4m nos primeiros Mosin de pólvora negra).

## Representações
Os filmes costumam apresentar representações errôneas de táticas lineares e de guerra no início do período moderno. O fogo de voleio pode ser visto em muitos filmes, como Piratas do Caribe: No Fim do Mundo e Fanfan de la Tulipe. No filme Barry Lyndon, de Stanley Kubrick, o tiro de salva é mostrado no batismo de fogo do protagonista. Mais precisamente, o tiro de salva foi retratado no filme Zulu, uma ficção da Batalha de Rorke's Drift. Para defender uma posição fixa, a infantaria britânica usou tiros de salva de duas fileiras para dizimar um ataque de uma grande força zulu. Apesar da superioridade numérica dos zulus, o ataque fracassou sob a incansável saraivada de tiros que enfrentaram.